# Gary Hinman
Gary Allen Hinman (Colorado, 24 de dezembro de 1934 – Los Angeles, 27 de julho de 1969) foi um músico norte-americano e uma das vítimas da Família Manson, assassinado poucos dias antes do massacre cometido por seguidores de Charles Manson contra a atriz Sharon Tate e mais seis pessoas em Los Angeles, em agosto de 1969.
Químico formado pela UCLA, ele continuava a estudar na universidade prestes a receber seu PhD em Sociologia, quando conheceu e fez amizade com alguns membros da Família Manson, que às vezes eram acolhidos em sua casa em Topanga Canyon por não terem onde dormir. Apesar da formação catedrática, ele trabalhava como músico tocando e ensinando piano, trombone, bateria e gaita de fole. Em 1968, passou a se interessar pelo budismo e no verão de 1969 planejava uma visita ao Japão.
Em 25 de julho de 1969, Bobby Beausoleil, Susan Atkins e Mary Brunner, três jovens seguidores de Manson, esta última mãe de um filho dele, fizeram uma visita a Hinman. O líder da seita tinha ficado sabendo que o músico teria herdado US$20.000 dólares e enviou o trio para convencer o músico a se juntar à Família e lhes dar o dinheiro e mais dois carros de sua propriedade. De acordo com Beausoleil, a visita tinha sido feita porque Hinman havia lhes vendido uma mescalina de baixa qualidade e ele queria seu dinheiro de volta.
Seja qual tenha sido o verdadeiro motivo, o caso durou três dias. Num destes dias, Charles Manson apareceu na casa com mais um seguidor, Bruce Davis, e empunhando uma espada, faz um rasgo na face e na orelha esquerda de Hinman. Depois disso, Manson e Davis partiram num dos carros de Hinman deixando os outros na casa, enquanto Atkins e Brunner davam pontos na orelha do músico com fio dental.
O suplício de Hinman terminou em 27 de julho, quando, por ordens de Manson, Beausoleil matou-o com duas facadas no peito enquanto Atkins e Brunner cobriam o seu rosto com travesseiros. Depois disso, eles escreveram "Political Pig " (porco político) nas paredes da casa com o sangue da vítima e deixaram a impressão de uma pata de pantera na parede para fazer crer que o crime tivesse sido cometido pelos Panteras Negras.:33, 91–96, 99–113 Hinman agonizou até morrer com seu terço de contas budistas na mão, entoando "Nam Myo Ho Renge Kyo Nam Myo Ho Renge Kyo", o cântico de sua fé.

## Os assassinos
Beausoleil foi preso em 7 de agosto dormindo dentro do carro roubado de Hinman e condenado à morte por assassinato em primeiro grau, em 18 de abril de 1970, aos 22 anos. A sentença, entretanto, foi comutada para prisão perpétua no início de 1972, enquanto ele aguardava a execução, quando a Suprema Corte da Califórnia declarou a pena de morte inconstitucional no estado. Cumpre a pena até hoje na Oregon State Penitentiary.
Charles Manson e Susan Atkins seriam presos no fim daquele ano pelos assassinatos do Caso Tate-LaBianca, também condenados à morte e também depois com a pena comutada para prisão perpétua. Manson continuava a cumprir pena na Corcoran State Prisone morreu no dia 19/11/2017 e Atkins morreu na prisão em 2009. Mary Brunner, que não foi envolvida no caso, foi presa em agosto de 1971 ao tentar assaltar uma loja de armas com outros integrantes da Família e sequestrar um Boeing-747 com passageiros para obrigar o governo a libertar Manson e seus cúmplices, cumpriu cinco anos de prisão e, libertada, depois de receber a custódia do filho que teve com Manson, desapareceu no anonimato, vivendo hoje sob nome falso no Meio-Oeste dos Estados Unidos. Bruce Davis, preso em 1970 por cumplicidade neste caso e pelo assassinato de um capataz do rancho onde a Familia vivia, foi condenado à prisão perpétua e cumpre pena em San Luis Obispo, Califórnia.